# Desastre aéreo de Medellín
O Desastre aéreo de Medellín foi uma colisão aérea ocorrida em 24 de junho de 1935 envolvendo duas aeronaves Ford Trimotor, nas proximidades do Aeroporto Olaya Herrera, em Medellín. O acidente deixou um saldo de 17 mortos e 3 feridos. Entre os mortos estavam o cantor Carlos Gardel e seu parceiro, o compositor brasileiro Alfredo Le Pera.

## Aeronave
O Ford Trimotor foi desenvolvido em 1925 pela Ford. Constituído de Alclad (uma liga de alumínio e duralumpínio), foi o primeiro avião de transporte de passageiros fabricado nos Estados Unidos a ser bem sucedido. Após o primeiro voo realizado em 1926, a Ford fabricaria 199 aeronaves entre 1926 e 1933 quando seria encerrada a produção. Mais de cem empresas aéreas operariam o Ford Trimotor, sendo que cada aeronave custaria US$ 42 mil (1933). Na Colômbia seriam importadas 37 aeronaves Ford Trimotor, sendo que a grande maioria era operada pelas empresas Sociedad Colombo Alemana de Transportes Aéreos (Scadta) e Servicio Aéreo Colombiano (SACo).
O Ford Trimotor 5-AT-112 seria construído em 1930 pela Ford. Registrado nos Estados como NC438H, seria adquirido pela Pan American Airways, tendo voado poucos anos na empresa até ser vendido a Scadta em 1934. Recebendo o prefixo C-31 seria batizado Manizales, em homenagem a cidade homônima.
Já a segunda aeronave Ford Trimotor Ford 5-AT-B, seria construída em 1928. Receberia o registo NC9643 pela empresa Transcontinental & Western Air em 28 de novembro de 1928, voaria na empresa até ser vendida a empresa colombiana Servicio Aéreo Colombiano em 5 de abril de 1935, tendo recebido o prefixo F-31.

## Acidente
Por volta das 14h de 24 de junho de 1935, o Ford Trimotor Ford 5-AT-B, prefixo F-31 da SACO havia pousado em Medellín, escala do voo entre Bogotá e Cáli. Esse era um voo especial, por conta da presença do cantor argentino Carlos Gardel e de sua banda que se dirigiam a cidade de Cáli para realizar algumas apresentações. Por conta dos passageiros ilustres, a aeronave da SACO era pilotada pelo seu presidente e fundador, Ernesto Samper Mendoza. Após ser reabastecido, o Ford Trimotor F-31 (que transportava 11 passageiros e 2 tripulantes) iniciaria procedimento de decolagem. Ao iniciar a corrida para a decolagem, a aeronave enfrentaria forte vento. Durante a corrida, o trem de pouso direito teria seu eixo rompido, provocando um desvio de 30º do avião em relação a pista de decolagem. Saindo da pista e em grande velocidade, o F-31 acabaria colidindo com outro Ford Trimotor, prefixo C-31 Manizales da Scadta. Essa aeronave estava se preparando para realizar o Voo 062 da Scadta entre Medellín e Bogotá e transportava 5 passageiros e 2 tripulantes. A colisão causou uma formidável explosão, que vitimaria a maioria dos passageiros das duas aeronaves, entre eles Carlos Gardel, Alfredo Le Pera e parte de sua banda.

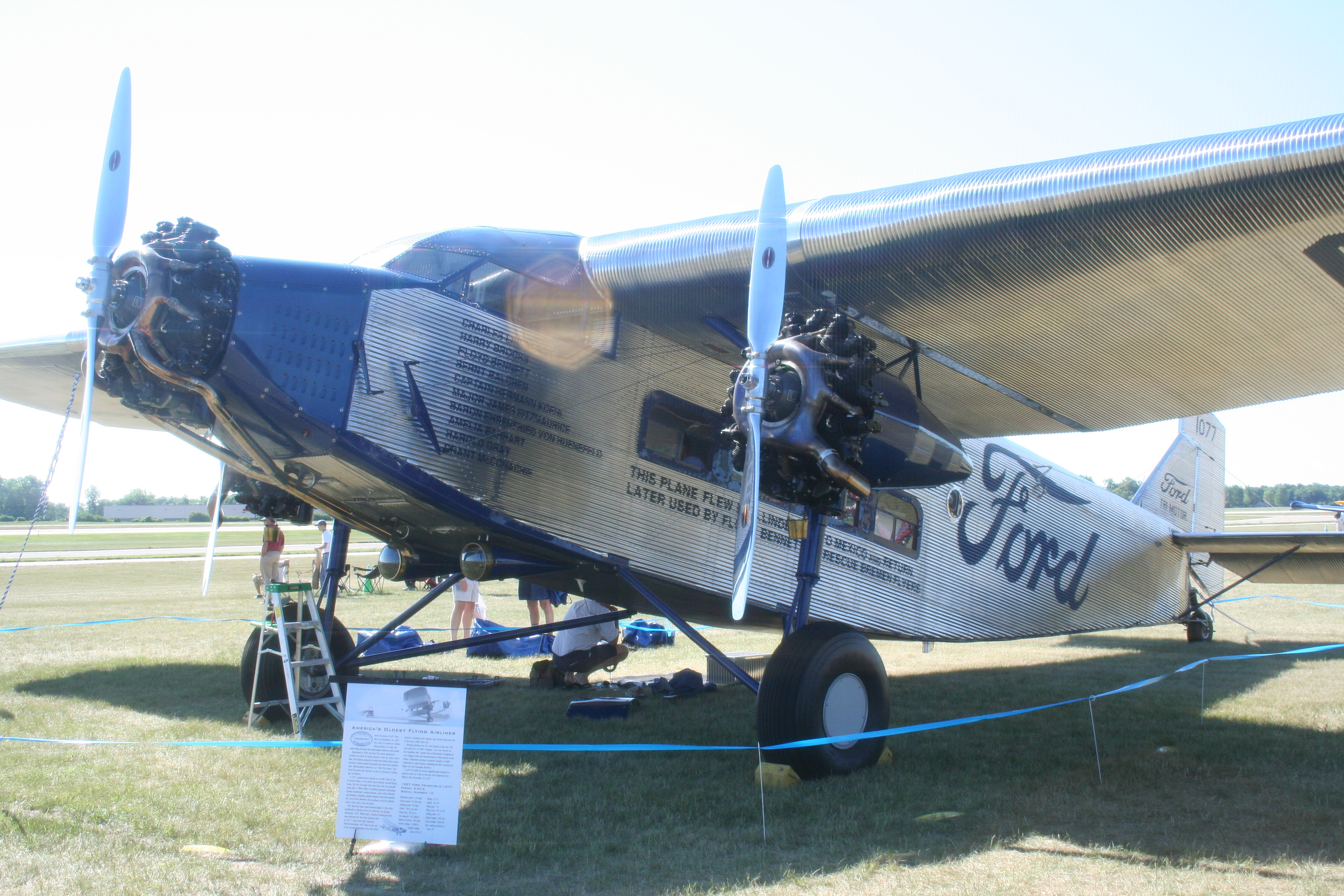
Um dos primeiros Ford Trimotor, preservado nos Estados Unidos.
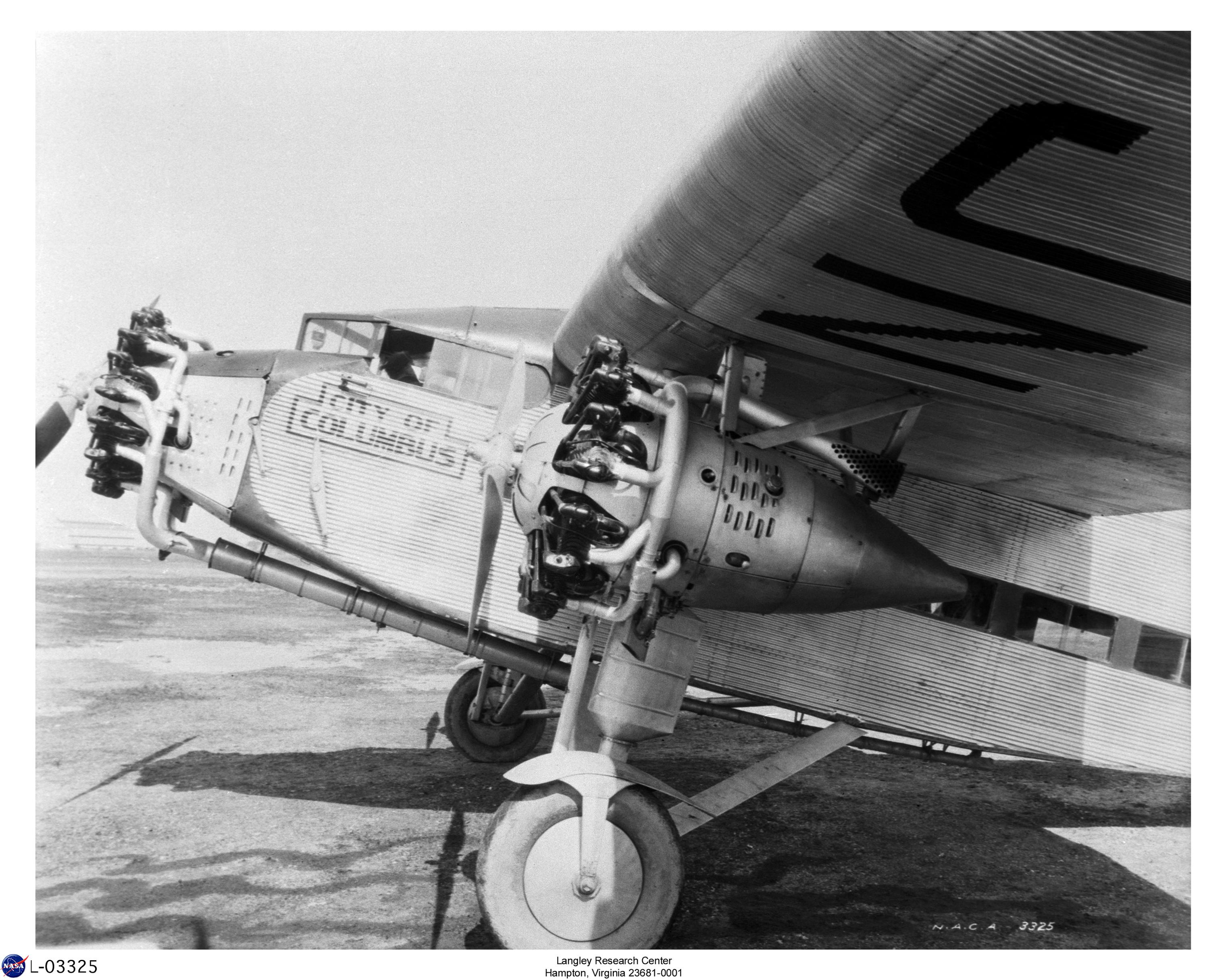
Vista do trem de pouso de um Ford Trimotor. O rompimento do trem pouso direito do F-31 causaria a tragédia.
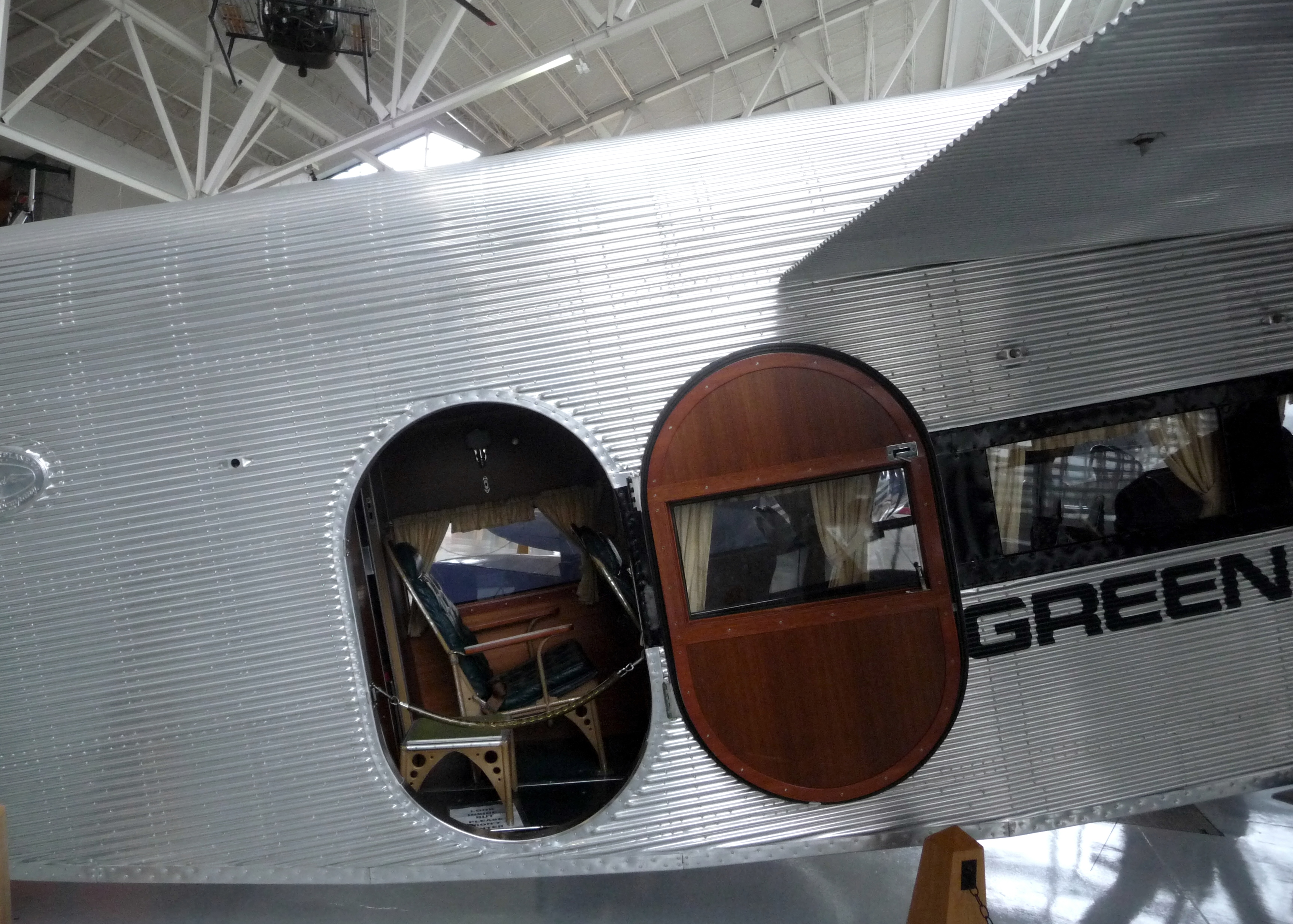
Um dos passageiros sobreviveria ao desastre ao se despedir das pessoas no aeroporto e manter a porta da aeronave aberta, por onde saltou durante a colisão.

## Nacionalidades
| Nacionalidade  | Tripulação | Passageiros | Total | Sobreviventes |
| -------------- | ---------- | ----------- | ----- | ------------- |
| colombiana     | 2          | 3           | 5     | 0             |
| estadunidense  | 1          | 2           | 3     | 1             |
| argentina      | -          | 3           | 3     | 1             |
| alemã          | 2          | -           | 2     | 0             |
| brasileira     | -          | 1           | 1     | 0             |
| chilena        | –          | 1           | 1     | 0             |
| portorriquenha | –          | 1           | 1     | 0             |
| desconhecida   | –          | 1           | 1     | 0             |
| Total          | 5          | 12          | 17    | 3             |

## Consequências
A morte de Carlos Gardel causaria comoção internacional. Seu corpo ficaria irreconhecível, tendo sido identificado  com muita dificuldade. Com isso, seria sepultado temporariamente no Cemitério San Pedro em Medellín, Colômbia. Em janeiro de 1936, seu corpo seria transladado da Colômbia para a Argentina. Seu cortejo fúnebre levaria milhares de pessoas às ruas de Buenos Aires. Diversas homenagens seriam feitas a Gardel na Colômbia, Uruguai e principalmente na Argentina.
A concorrência acirrada entre as empresas Sociedad Colombo Alemana de Transportes Aéreos (Scadta) e Servicio Aéreo Colombiano (SACO) pode ter motivado o acidente. A disputa entre as duas empresas chegaria ao seu ápice no final dos anos 1930, onde as empresas se fundiram para a criação das Aerovías Nacionales de Colombia (Avianca).
O Ford Trimotor tinha capacidade de transportar 13 pessoas e seu peso máximo de delocagem não podia ultrapassar 6120 kg, sendo 2100 kg de carga útil. Por conta do Trimotor F-31 ter partido lotado e ao sofrer ruptura no seu trem de pouso, suspeitou-se de que estava sobrecarregado, principalmente por conta da volumosa bagagem da comitiva de Gardel. Após a análise dos destroços, concluiu-se que o F-31 não havia partido sobrecarregado.

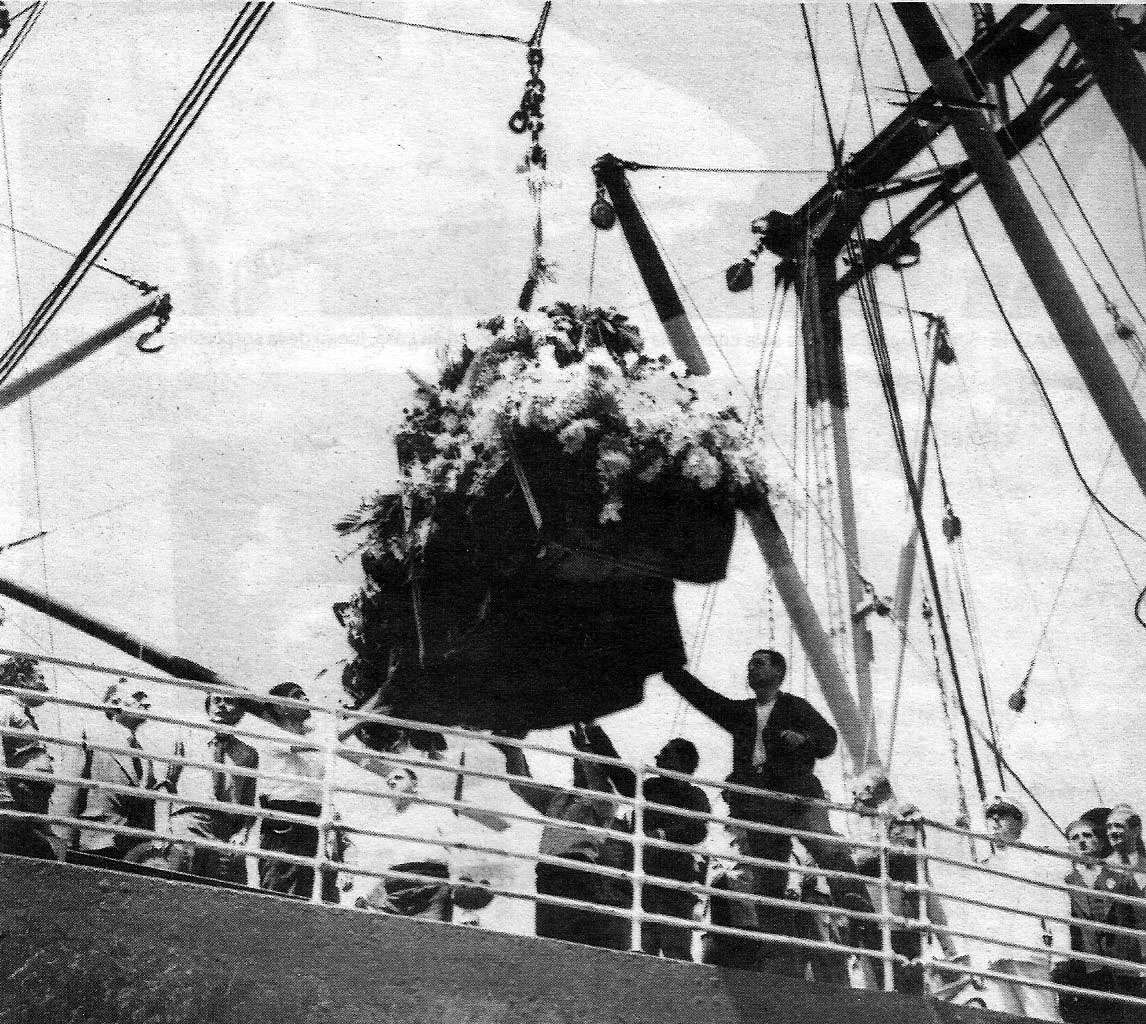
Chegada do caixão de Gardel ao Porto de Buenos Aires, 5 de fevereiro de 1936.
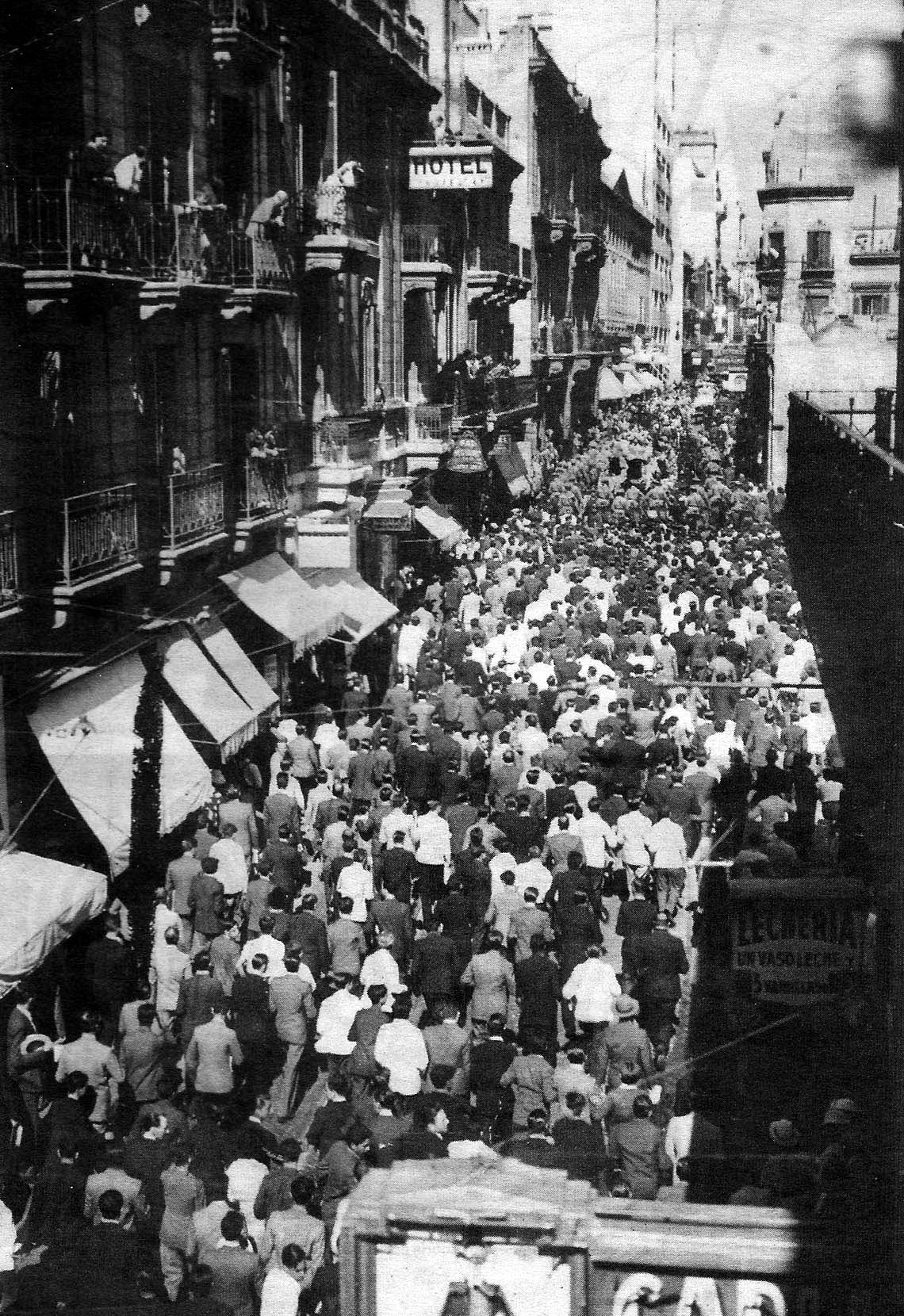
Cortejo fúnebre de Carlos Gardel atravessando a Calle Florida, 1936.
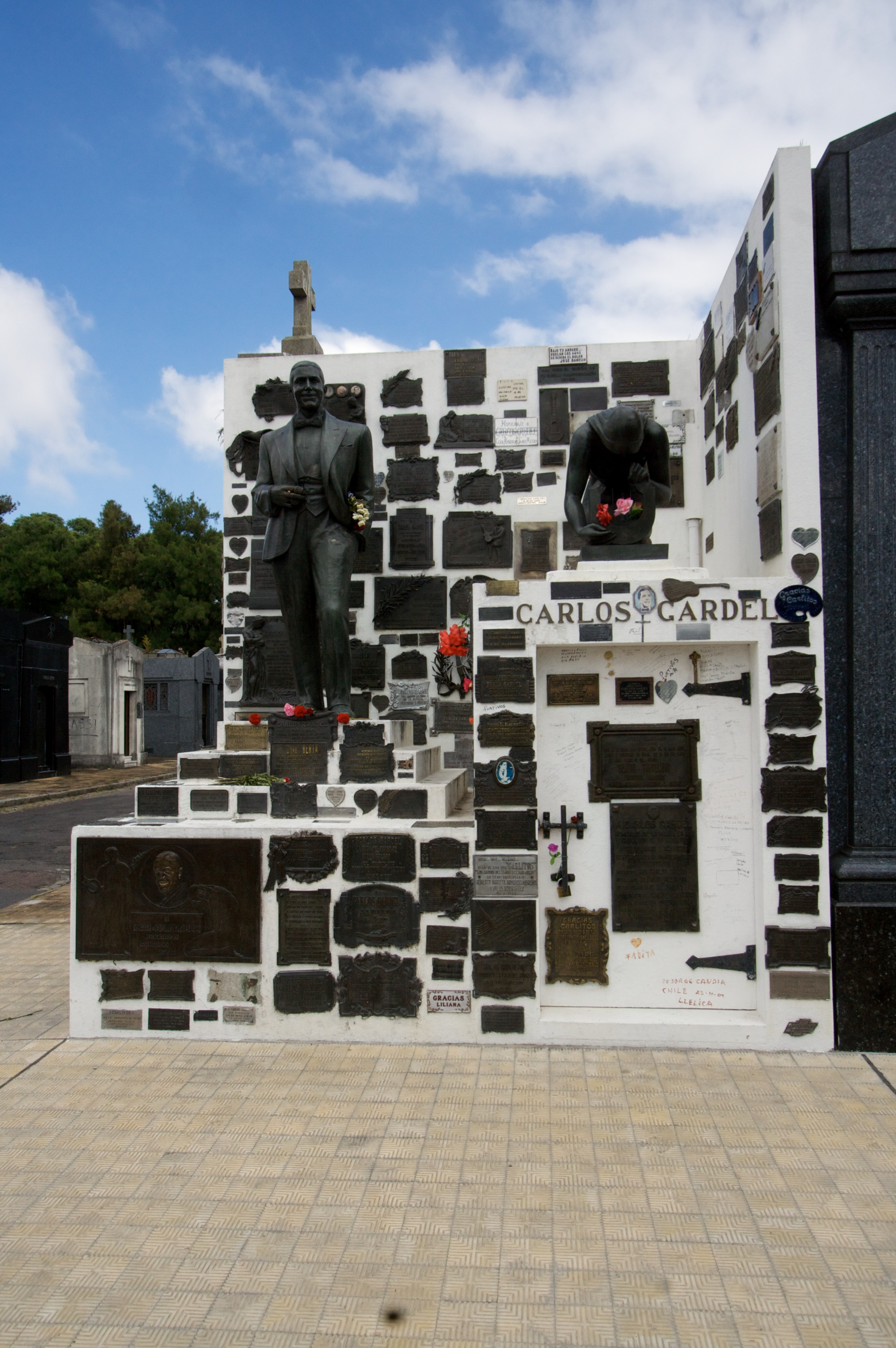
Túmulo de Carlos Gardel, no cemitério de Chacarita, Buenos Aires, Argentina.
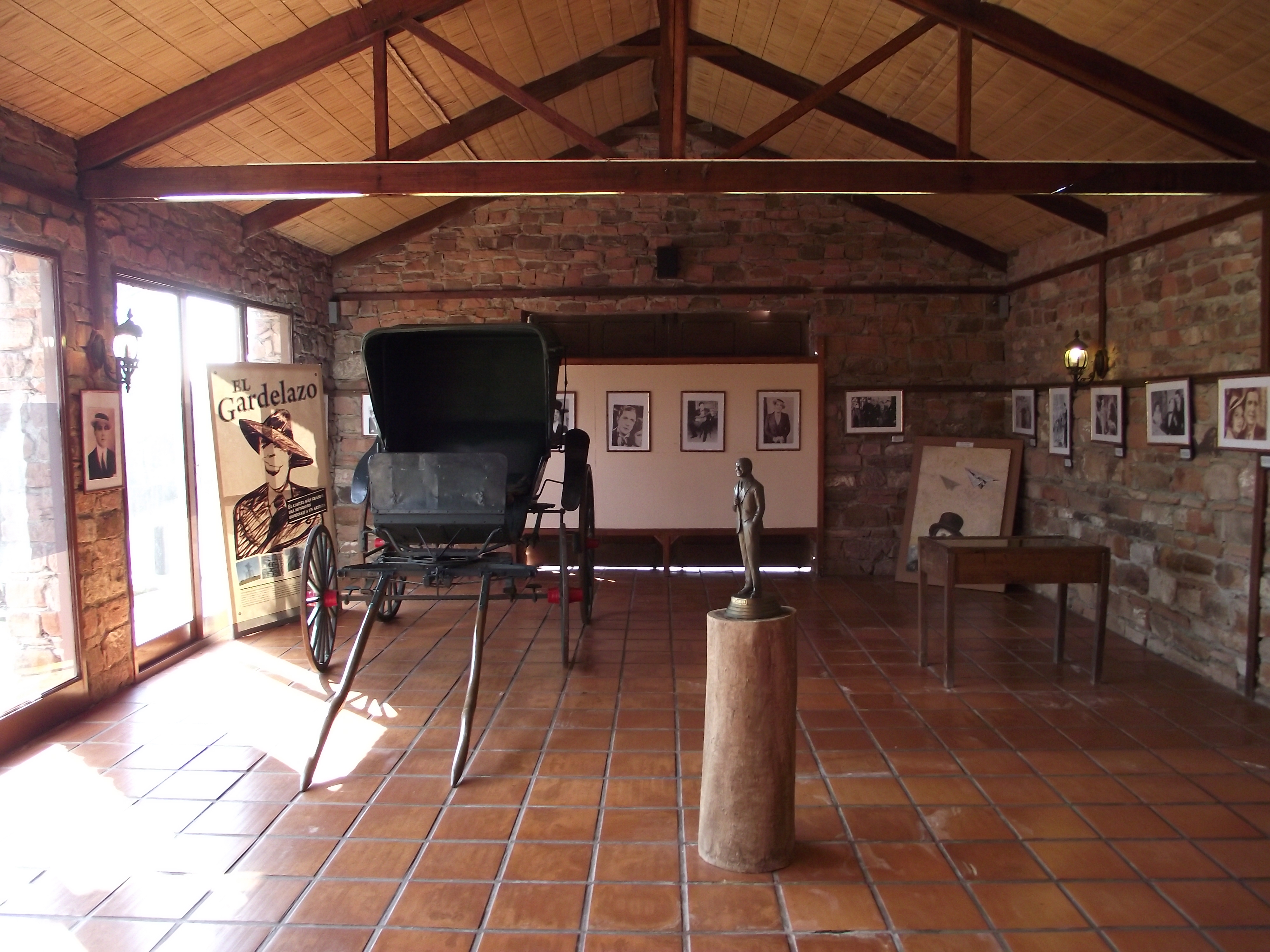
Museu Carlos Gardel em Tacuarembó, Uruguai.
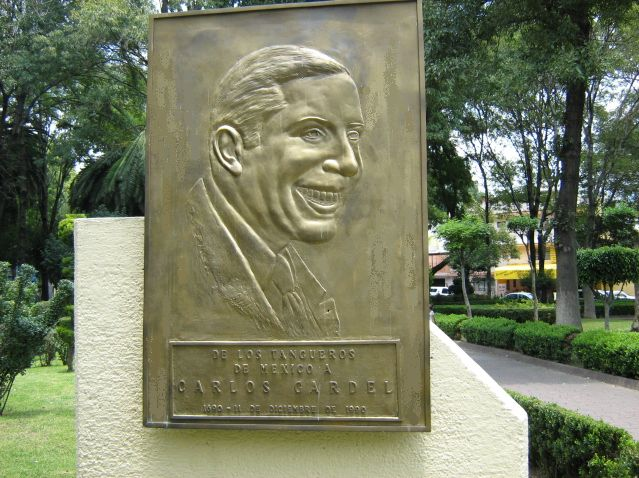
Placa homenageando Gardel, localizada em um parque na Cidade do México.